# Jacqueline Pierreux (actrice)
Jacqueline Pierreux (Rouen, 15 januari 1923 - Salins (Seine-et-Marne), 10 maart 2005) was een Frans actrice.
Ze is de moeder van Jean-Pierre Léaud.

## Filmografie

### Korte speelfilms
- 1943 : Paperasses van Jacques Lemoigne
- 1947 : Chambre 34 van Claude Barma
- 1948 : Les Dupont sont en vacances van André Pellenc
- 1947 : Coups de soleil van Marcel Martin
- 1951 : Vedettes sans maquillage van Jacques Guillon

### Lange speelfilms
- 1943 : Echec au roi van Jean-Paul Paulin
- 1943 : Le Soleil de minuit van Bernard Roland
- 1943 : Les Ailes blanches van Robert Péguy
- 1946 : Le Couple idéal of Vioyage au pays des loufoques van Bernard Roland
- 1946 : Les Démons de l'aube van Yves Allégret
- 1946 : On ne meurt pas comme ça van Jean Boyer
- 1947 : L'Arche de Noé van Henry Jacques
- 1947 : Six heures à perdre van Alex Joffé en Jean Lévitte
- 1947 : Vertiges van Richard Pottier
- 1948 : La Figure de proue van Christian Stengel
- 1948 : Scandale (film) van René Le Hénaff
- 1948 : Entre onze heures et minuit van Henri Decoin
- 1949 : Le cas du docteur Galloy van Maurice Téboul
- 1949 : Rome Express (film) van Christian Stengel
- 1950 : Banco de prince van Michel Dulud
- 1950 : Meurtres van Richard Pottier
- 1950 : L'amore di Norma van Giuseppe de Martino
- 1950 : Fra Diavolo / Donne e briganti van Mario Soldati
- 1951 : Au pays du soleil van Maurice de Canonge
- 1951 : Le dindon van Claude Barma
- 1951 : Un enfant dans la tourmente van Jean Gourguet
- 1951 : Abbiamo vinto! van Robert A. Stemmle
- 1951 : Malavita van Rate Furlan
- 1952 : Nous sommes tous des assassins van André Cayatte
- 1953 : Cet homme est dangereux van Jean Sacha
- 1953 : Le Chasseur de chez Maxim's van Henri Diamant-Berger
- 1953 : La rafle est pour ce soir van Maurice Dekobra
- 1953 : Légère et court vêtue van Jean Laviron
- 1953 : Plume au vent van Louis Cuny
- 1953 : Pluma al viento van Ramon Torrado - Spaanse versie -
- 1953 : Le collège en folie van Henri Lepage
- 1953 : Minuit, Champs-Elysées van Roger Blanc
- 1953 : Les marrants terribles (Top of the form) van John Paddy Carstairs
- 1954 : Après vous duchesse van Robert de Nesle
- 1954 : Bonjour la chance van Guy Lefranc en Edgar Neville
- 1954 : La ironía del dinero - Spaanse versie -
- 1954 : Série noire van Pierre Foucaud
- 1954 : Le séducteur (Il seduttore) van Franco Rossi
- 1955 : El canto del gallo van Rafael Gil
- 1956 : Bonjour toubib van Louis Cuny
- 1956 : Mannequins de Paris van André Hunebelle
- 1956 : Amour, tango et mandoline (Liebe ist ja nur ein märchen) van Arthur Maria Rabenalt
- 1956 : OSS 117 n'est pas mort van Jean Sacha
- 1956 : Après-midi de taureaux (Tarde de toros) van Ladislao Vajda
- 1956 : La gran mentira van Rafael Gil
- 1957 : Cumbres luminosas van José Foguès
- 1957 : !Vivo lo imposible! van Rafael Gil
- 1958 : Amour, autocar et boîtes de nuit of Paris, c'est l'amour van Walter Kapps
- 1959 : Chi si ferma è perduto - Celui qui s'arrête est perdu van Sergio Corbucci
- 1959 : Despedida de soltero van Eugenio Martin
- 1961 : La Vendetta van Jean Cherasse
- 1961 : Totò, Peppino e la dolce vita van Sergio Corbucci
- 1962 : Die Dreigroschenoper - L'opéra de quat'sous van Wolfgang Staudte
- 1963 : La Rimpatriata - La rapatriée van Damiano Damiani
- 1963 : Tre volti della paura - The Drop of Water van Mario Bava
- 1970 : Le Cinéma de papa van Claude Berri
- 1978 : Violette Nozière van Claude Chabrol
- 1980 : Tarendol

## Theater
- 1945 : Un homme comme les autres d'Armand Salacrou, Jean Wall, Théâtre Saint-Georges
- 1947 : Un homme comme les autres d'Armand Salacrou, Jean Wall, Théâtre Saint-Georges
- 1948 : J'irai cracher sur vos tombes de Boris Vian, Alfred Pasquali, Théâtre Verlaine
- 1949 : La Demoiselle de petite vertu de Marcel Achard, Claude Sainval, Comédie des Champs-Elysées
- 1951 : Une nuit à Megève de Jean de Letraz, Parisys, Théâtre Michel
- 1974 : La Folle de Chaillot van Jean Giraudoux, Jean Deschamps, tournée, Théâtre du Midi, Théâtre de Nice

- Biblioteca Nacional de España: XX4953531
- Bibliothèque nationale de France: cb14033422g (data)
- Gemeinsame Normdatei: 1062179153
- International Standard Name Identifier: 0000 0001 3263 1227
- Library of Congress Control Number: no00089316
- Nationale bibliotheek van Australië: 35502375
- Nationale Bibliotheek van Israël: 987007343117205171
- Nederlandse Thesaurus van Auteursnamen: 074867466
- Système universitaire de documentation: 129827681
- Trove: 976425
- Virtual International Authority File: 209075542
- WorldCat: E39PBJtrWx7vtpyfwDFC87hPwC